# Paul Friedrich Reinsch
Paul Friedrich Reinsch (21 de marzo de 1836 - 31 de enero de 1914) fue un paleobotánico, algólogo, pteridólogo, botánico, y micólogo alemán.

## Algunas publicaciones
- 1866. Algae and related subjects: - collected works
- The composition and miscoscopical structure of coal. 11 pp.
- william Barwell Turner, paul friedrich Reinsch, george charles Wallich. 1885. Three separate works on the Desmidiaceae.

### Libros
- 2010. Neue Untersuchungen Über Die Mikrostruktur Der Steinkohle Des Carbon, Der Dyas und Trias; Beiträge Zur Aufhellung Des Ursprunges und Der Zusammensetz ( Nuevos estudios sobre la microestructura del carbón del carbón, el Dryas y Trias, las contribuciones a identificar el origen y el empalme). Reeditó BiblioBazaar. 348 pp. ISBN 1144986524
- 1890. Die Süsswasseralgenflora von Süd-Georgien ( La flora de algas de agua dulce de Georgia del Sur). 37 pp.
- 1884. Micro-palaeophytologia formationis carboniferae: Iconographia et dispositio synoptica plantularum microscopicarum omnium in venis carbonis formationis carboniferac hucusque cognitarum, corumque illis proximorum corpusculorum natura vegetabilica non incerta, quae inveniuntur et in venis carbonis .... Ed. Redemptio Auctoris et apud T. Krische. 98 pp.
- 1883. Mikrophotographien über die strukturverhältnisse und zusammensetzung der steinkohle des carbon, entnommen von mikroskopischen durchschnitten der steinkohle ( Fotomicrografías de la estructura y la composición de las relaciones de carbón de carbón, extraído de corte microscópico a través del carbón). Ed. T. O. Weigel, 14 pp.
- 1878. Botany of Kerguelen Island: Fresh-water algae collected by A.E. Eaton. 28 pp.
- 1875. Contributiones ad algologiam et fungologiam. Volumen 1. Ed. T.O. Weigel. 131 pp.
- 1867. De speciebus gereribusque nonnullis novis ex algarum et fungorum classe ... Ed. Chr. Winter. 36 pp. En línea
- 1867. Die Algenflora des mittleren Theiles von Franken (des Keupergebietes mit den angrenzenden Partien des jurassischen Gebietes), enthaltend die vom Autor bis jetzt in diesen Gebieten beobachteten Süsswasseralgen ... (La flora de algas de la porción central franca (de la región Keuper con las partes adyacentes de la región del Jura) que contiene el autor, con mucho, en estas áreas observadas algas de agua dulce ...) Ed. W. Schmid. 238 pp. en línea. Reimprimió Kessinger Publ. LLC, 2010. 274 pp. ISBN 1160932662
- 1867. Das Mikroskop in seiner Bedeutung für die Erweiterung der Naturerkenntniss ... Ed. Stein. 242 pp.

## Eponimia
- (Cyperaceae) Cyperus reinschii Boeckeler[1]